# Conioscinella kaszabi
Conioscinella kaszabi är en tvåvingeart som beskrevs av Nartshuk 1971. Conioscinella kaszabi ingår i släktet Conioscinella och familjen fritflugor. Inga underarter finns listade i Catalogue of Life.